# دیستراکش بی
دیستراکش بی (به انگلیسی: Destruction Bay) یک منطقهٔ مسکونی در کانادا است که در یوکان واقع شده‌است. دیستراکش بی ۵۵ نفر جمعیت دارد.